# Euploea lamos
Euploea lamos är en fjärilsart som beskrevs av Hans Fruhstorfer 1904. Euploea lamos ingår i släktet Euploea och familjen praktfjärilar. Inga underarter finns listade i Catalogue of Life.